# Borsosberény, Nógrád
Borsosberény  este un sat în districtul Rétság, județul Nógrád, Ungaria, având o populație de 1.000 de locuitori (2011). 

## Demografie
Componența etnică a satului Borsosberény
     Maghiari (92,51%)
     Romi (7,17%)
     Slovaci (0,33%)
Componența confesională a satului Borsosberény
     Romano-catolici (65,3%)
     Fără religie (7%)
     Reformați (2,2%)
     Atei (1,1%)
     Necunoscută (22,8%)
     Alte religii (2,2%)
Conform recensământului din 2011, satul Borsosberény avea 1.000 de locuitori. Din punct de vedere etnic, majoritatea locuitorilor (92,51%) erau maghiari, cu o minoritate de romi (7,17%).  Din punct de vedere confesional, majoritatea locuitorilor (65,3%) erau romano-catolici, existând și minorități de persoane fără religie (7,0%), reformați (2,2%) și atei (1,1%). Pentru 22,8% din locuitori nu este cunoscută apartenența confesională.